# جودي فيرنون
جودي فيرنون (بالإنجليزية: Judy Vernon) هي عداءة سريعة بريطانية، ولدت في 22 سبتمبر 1945 في سانت لويس في الولايات المتحدة.

## وصلات خارجية
- جودي فيرنون على موقع أوليمبيديا (الإنجليزية)
- جودي فيرنون على موقع اللجنة الأولمبية البريطانية (الإنجليزية)